# Onthophagus interruptus
Onthophagus interruptus är en skalbaggsart som beskrevs av Achille Raffray 1877. Onthophagus interruptus ingår i släktet Onthophagus och familjen bladhorningar. Inga underarter finns listade i Catalogue of Life.